# Quetzalpetlatl Corona
Quetzalpetlatl Corona est une élévation volcanique située sur la planète Vénus par 68° S et 357° E dans la région de Lada Terra, près du pôle sud.

## Géographie et géologie
Cette corona de près de 800 km de diamètre constitue la plus spectaculaire structure de Lada Terra ainsi que son point culminant, à près de 4 000 m au-dessus du rayon moyen de la planète. Elle est bordée au nord-ouest par Lavinia Planitia, au sud et à l'est par Aibarchin Planitia, et au nord-est par Astkhik Planum. Un sillon (chasma) bien marqué forme un arc de cercle au nord-ouest de la corona, tandis qu'un système de fractures orienté nord-sud se trouve au nord-est de la formation. Une corona plus petite, Boala Corona, se trouve également sur la circonférence de Quetzalpetlatl, cette fois au sud.
Il s'agit d'une région à l'histoire géologique séquencée semble-t-il en deux phases principales : d'abord une dynamique de compression à l'origine du grand sillon nord-ouest, puis une dynamique d'expansion à l'origine des fossés disposés radialement, ces deux épisodes étant séparés par la formation des plaines volcaniques adjacentes.